# Teatro Nacional D. Maria II
Das Teatro Nacional D. Maria II ist ein Theater in Lissabon.

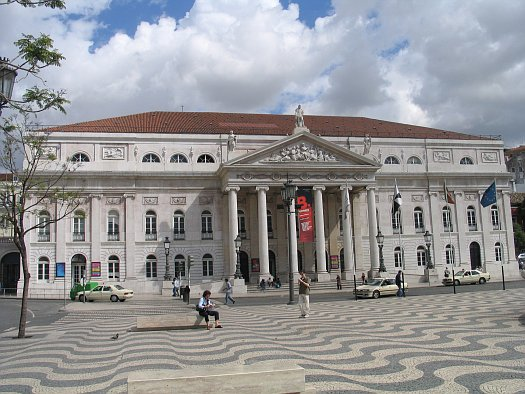
Vorderansicht des Teatro Nacional D. Maria II

## Geschichte
Am 28. September 1836 erhielt Almeida Garrett (1799–1854) vom neu eingesetzten Minister Manuel Passos den Auftrag, ein Nationaltheater am Rossio-Platz zu planen, an der Stelle der Ruinen des im gleichen Jahr abgebrannten Palácio dos Estaus (vormals Schatzamt und Sitz der Inquisition in Portugal). Das Land befand sich jedoch nach Miguelistenkrieg und Septemberrevolution weiter in Unruhe, und der Bau verzögerte sich. Nach Plänen des italienischen Architekten Fortunato Lodi wurde das Theater dann im klassizistischen Stil von 1842 bis 1846 errichtet, und im Rahmen der Feierlichkeiten zum 27. Geburtstag der Königin Maria II. am 13. April 1846 eröffnet.
Das Theater blieb nach Ausrufung der Portugiesischen Republik 1910 weiter in Staatsbesitz und wurde in Teatro Nacional de Almeida Garrett umbenannt. Die künstlerische Leitung wurde jeweils einer Theaterkompagnie übergeben, die über Ausschreibungen ausgewählt wurde. Die Kompagnie von Amélia Rey Colaço und Robles Monteiro führte das Theater am längsten, von 1929 bis 1964. Dann zerstörte ein Feuer das Gebäude, bis auf seine Außenmauern, vollständig. Es wurde originalgetreu wieder aufgebaut und erst 1978 neu eröffnet, nach der Nelkenrevolution und dem Ende des Estado Novo-Regimes und seiner Kolonialkriege.
Das Gebäude steht seit 1928 unter Denkmalschutz.

## Das Theater heute

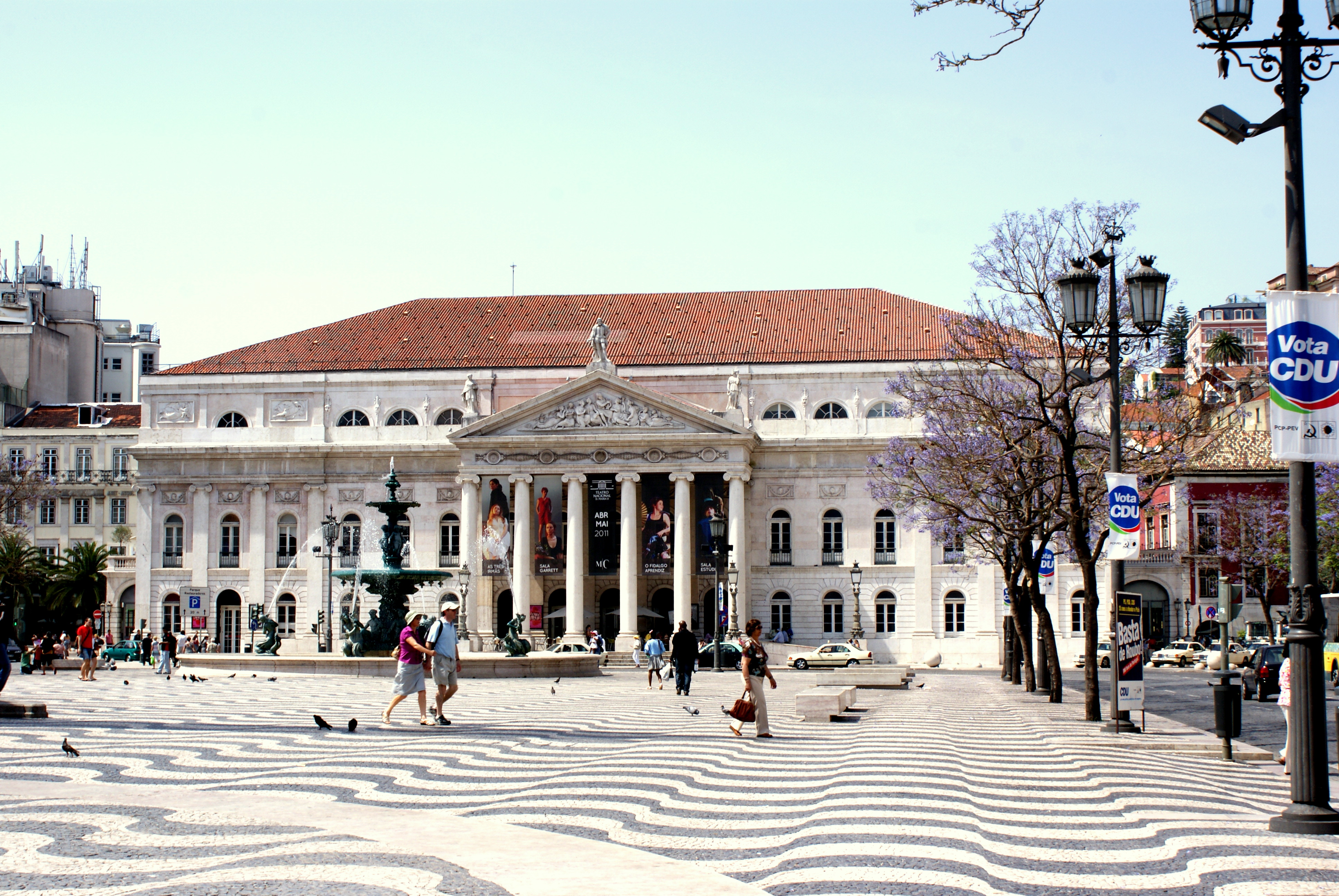
Das nördliche Ende des Rossio (mit Portugiesischem Pflaster) vor dem Theater

Direkt am Rossio-Platz gelegen, beherbergt das Gebäude einen Hauptsaal, die Sala Garrett mit 436 Plätzen (ursprünglich 699), und das Studio, die Sala Estúdio Amélia Rey Colaço/Robles Monteiro mit 91 Plätzen (ursprünglich 80).
Seit 2008 leitet Maria João Monteiro Brilhante, das sich in Staatsbesitz befindliche Theater. Die künstlerische Leitung hat der Regisseur João Mota seit 2011 inne, als Nachfolger des Schauspielers Diogo Infante, der sich nicht mit den tiefen Einschnitten bei den staatlichen Zuschüssen einverstanden erklärte, und daraufhin im November 2011 seines Amtes enthoben wurde.
Im Hauptsaal kommen meist Klassiker zur Aufführung, während im Studio eher neue Stücke gezeigt werden. So wurden im April/Mai 2012 Georg Büchners A Morte de Danton (Dantons Tod) und O Comboio da Madrugada von Tennessee Williams in der Sala Garrett gespielt, während im Studio Onde Estavas Quando Criei O Mundo? (Artur Ribeiro) und Diagnóstico:Hamlet von Miquel Gallardo aufgeführt wurden.